# Sennariolo
Sennariolo là một đô thị ở tỉnh Oristano trong vùng Sardinia, có khoảng cách khoảng 120 km về phía tây bắc của Cagliari và cách khoảng 35 km về phía bắc của Oristano. Tại thời điểm ngày 31 tháng 12 năm 2004, đô thị này có dân số 185 người và diện tích là 15,7 km².
Sennariolo giáp các đô thị: Cuglieri, Flussio, Scano di Montiferro, Tresnuraghes.